# Grand Prix Formule 1 van San Marino 1986
De Grand Prix Formule 1 van San Marino 1986 werd gehouden op 27 april 1986 in Imola.

## Uitslag
| Positie | Nummer | Rijder             | Team                   | Ronden | Tijd/Opgave         | Startplaats | Punten |
| ------- | ------ | ------------------ | ---------------------- | ------ | ------------------- | ----------- | ------ |
| 1       | 1      | Alain Prost        | McLaren-TAG            | 60     | 1:32:28.408         | 4           | 9      |
| 2       | 6      | Nelson Piquet      | Williams-Honda         | 60     | + 7.645             | 2           | 6      |
| 3       | 20     | Gerhard Berger     | Benetton-BMW           | 59     | + 1 Ronde           | 9           | 4      |
| 4       | 28     | Stefan Johansson   | Ferrari                | 59     | + 1 Ronde           | 7           | 3      |
| 5       | 2      | Keke Rosberg       | McLaren-TAG            | 58     | Geen benzine        | 6           | 2      |
| 6       | 7      | Riccardo Patrese   | Brabham-BMW            | 58     | Geen benzine        | 16          | 1      |
| 7       | 18     | Thierry Boutsen    | Arrows-BMW             | 58     | + 2 Rondes          | 12          |        |
| 8       | 3      | Martin Brundle     | Tyrrell-Renault        | 58     | + 2 Rondes          | 13          |        |
| 9       | 17     | Marc Surer         | Arrows-BMW             | 57     | + 3 Rondes          | 15          |        |
| 10      | 27     | Michele Alboreto   | Ferrari                | 56     | Turbo               | 5           |        |
| NF      | 21     | Piercarlo Ghinzani | Osella-Alfa Romeo      | 52     | Geen benzine        | 26          |        |
| NF      | 25     | René Arnoux        | Ligier-Renault         | 46     | Wiel                | 8           |        |
| NF      | 4      | Philippe Streiff   | Tyrrell-Renault        | 41     | Transmissie         | 22          |        |
| NF      | 19     | Teo Fabi           | Benetton-BMW           | 39     | Motor               | 10          |        |
| NF      | 14     | Jonathan Palmer    | Zakspeed               | 38     | Remmen              | 20          |        |
| NF      | 22     | Christian Danner   | Osella-Alfa Romeo      | 31     | Elektrisch probleem | 25          |        |
| NF      | 15     | Alan Jones         | Lola-Ford              | 28     | Oververhitting      | 21          |        |
| NF      | 23     | Andrea de Cesaris  | Minardi-Motori Moderni | 20     | Motor               | 23          |        |
| NF      | 8      | Elio de Angelis    | Brabham-BMW            | 19     | Motor               | 19          |        |
| NF      | 26     | Jacques Laffite    | Ligier-Renault         | 14     | Transmissie         | 14          |        |
| NF      | 12     | Ayrton Senna       | Lotus-Renault          | 11     | Wiellager           | 1           |        |
| NF      | 5      | Nigel Mansell      | Williams-Honda         | 8      | Motor               | 3           |        |
| NF      | 11     | Johnny Dumfries    | Lotus-Renault          | 8      | Wiellager           | 17          |        |
| NF      | 29     | Huub Rothengatter  | Zakspeed               | 7      | Turbo               | 24          |        |
| NF      | 16     | Patrick Tambay     | Lola-Hart              | 5      | Motor               | 11          |        |
| NF      | 24     | Alessandro Nannini | Minardi-Motori Moderni | 0      | Ongeluk             | 18          |        |

## Statistieken
| Pole-position | Ayrton Senna  | Lotus-Renault  | 1:25.050 |
| Snelste ronde | Nelson Piquet | Williams-Honda | 1:28.667 |

## Noot
- Dit was de tiende pole position voor Ayrton Senna.
- Eerste podiumplaats voor Gerhard Berger.
- Dit was de tweede winst in Imola voor Alain Prost (de eerste was in 1984) en hiermee vestigde hij een nieuw record. Hij werd de eerste meervoudige winnaar van de Grote Prijs van San Marino.

1981 · 1982 · 1983 · 1984 · 1985 · 1986 · 1987 · 1988 · 1989 · 1990 · 1991 · 1992 · 1993 · 1994 · 1995 · 1996 · 1997 · 1998 · 1999 · 2000 · 2001 · 2002 · 2003 · 2004 · 2005 · 2006